# Leptogium moluccanum
Leptogium moluccanum är en lavart som först beskrevs av Christiaan Hendrik Persoon, och fick sitt nu gällande namn av Vain. Leptogium moluccanum ingår i släktet Leptogium och familjen Collemataceae.   Inga underarter finns listade i Catalogue of Life.